# Pharaphodius panchrestus
Pharaphodius panchrestus är en skalbaggsart som beskrevs av Vladimir Balthasar 1971. Pharaphodius panchrestus ingår i släktet Pharaphodius och familjen Aphodiidae. Inga underarter finns listade i Catalogue of Life.